# Metropolia Curitiba
Metropolia kurytybska – metropolia Kościoła rzymskokatolickiego w Brazylii. Składa się z metropolitalnej archidiecezji Curitiba i pięciu diecezji. Metropolia została erygowana 10 maja 1926 bullą Quum in dies numerus papieża Piusa XI. Od 2015 godność metropolity sprawuje arcybiskup José Antônio Peruzzo.
W skład metropolii wchodzą:
- archidiecezja kurytybska
  - diecezja Guarapuava
  - diecezja Paranaguá
  - diecezja Ponta Grossa
  - diecezja São José dos Pinhais
  - diecezja União da Vitória

Prowincja kościelna Curitiba wraz z metropoliami Cascavel, Londrina i Maringá tworzą region kościelny Południe 2 (Regional Sul 2), zwany też regionem Parana.

## Metropolici
- João Francisco Braga (1926 – 1935)
- Ático Eusébio da Rocha (1935 – 1950)
- Manuel da Silveira d’Elboux (1950 – 1970)
- Pedro Antônio Marchetti Fedalto (1970 – 2004)
- Moacyr José Vitti (2004 – 2014)
- José Antônio Peruzzo (od 2015)